# Ignacio Zoco
Ignacio Zoco (Garde, 31 de julho de 1939 – 28 de setembro de 2015) foi um futebolista espanhol que jogava de zagueiro entre 1957 e 1959. Ele jogou por 12 anos no Real Madrid, ele jogou em mais de 400 jogos oficiais e ganhou 10 títulos. 
Zoco jogou 20 vezes com a Espanha, ganhando a Campeonato Europeu de Futebol de 1964 e jogou a Copa do Mundo FIFA de 1966.

## Carreira
Sua carreira profissional começou no Osasuna, onde jogou de 1959 a 1962 e se destacou por sua presença física (1,84 m). 
Em 1962, ele assinou pelo Real Madrid, onde jogaria por doze temporadas, coincidindo com um dos tempos mais gloriosos do clube. Zoco no Real Madrid ganhou 7 Ligas e 1 Liga dos Campeões, a de 1966 , ganhando do Partizan na final por 2-1. 
Em 1974, ano de sua aposentadoria, ele se casou com a cantora e compositora espanhola María Ostiz, nombre artístico de María Dolores Ostiz Espila (Avilés, Asturias, 8 de junio de 1944). 
Após a sua aposentadoria, ele permaneceu ligado ao Real Madrid como membro do conselho de ex-jogadores do clube. 

## Na Seleção
Ao longo de sua carreira esportiva, Zoco vestiu 25 vezes a camisa da Espanha, fazendo 1 gol.
Ele estreou, ainda jogando pelo Osasuna, em 19 de abril de 1961 em Cardiff, contra o País de Gales (partida vencida pela Espanha por 2-1) em partida válida para a eliminatória da Copa do Mundo de 62.
Disputou seu último jogo em 23 de fevereiro de 1969 em Liège, contra a Bélgica (uma partida vencida pela Bélgica, também 2-1) em partida válida pelas eliminatórias para a Copa do Mundo de 1970. 
Ignacio Zoco fez parte do elenco da Seleção Espanhola de Futebol da Copa do Mundo de 1962, ele foi o capitão da esquadra,e também participou do Campeonato Europeu de Futebol em 1964.

## Estilo de Jogo
Zoco foi um jogador de grande força, sem grandes qualidades técnicas, mas com uma presença importante no campo e grande habilidade para destruir o jogo do oponente. Devido a essas características, ele foi usado como volante e, às vezes, também como defesor.

## Morte
Ignacio Zoco morreu em 28 de setembro de 2015. Seus restos mortais foram transferidos para o cemitério de La Paz (Alcobendas). Na quarta-feira, 30 de setembro, ele foi enterrado no cemitério de Pamplona. O Real Madrid, CF juntou-se à dor de sua família, mostrando suas condolências por sua morte.